# لامبورگینی فلایینگ استار II

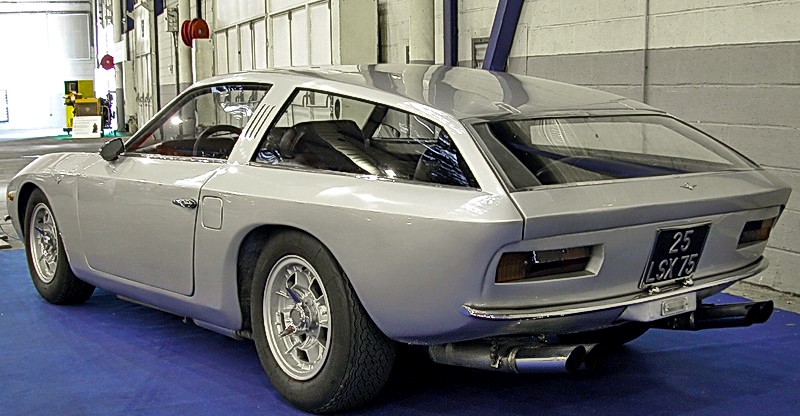
نمای عقب لامبورگینی فلایینگ استار II

لامبورگینی فلاینگ استار II (به انگلیسی: Lamborghini Flying Star II) (همچنین با نام لامبورگینی ۴۰۰ جی‌تی فلاینگ استار II) یک خودروی مفهومی منحصر به فرد بود که توسط کارروزریا تورینگ سوپرلجرا در سال ۱۹۶۶ بر روی شاسی لامبورگینی ۴۰۰ جی‌تی ساخته شد. این خودرو در سال ۱۹۶۶ در نمایشگاه خودروی تورین به نمایش درآمد.
در سال ۱۹۶۶، کارروزریا تورینگ سوپرلجرا از میلان یک مفهوم طراحی جدید را بررسی کرد. رابطه طولانی آنها با لامبورگینی با فلایینگ استار II جشن گرفته شد، یک نمونه اولیه کاملاً کاربردی با طراحی غیر متعارف برای آن زمان. این یک خودروی دو نفره با بدنه شوتینگ بریک دو حجمی بسیار کم و جمع و جور بود، با درب عقب به سبک هاچ‌بک. تیم طراحی فلایینگ استار II توسط کارلو آندرلونی رهبری شد.
نام "فلایینگ استار II" اشاره‌ای به رودسترهای تورینگ "فلایینگ استار" دوره قبل از جنگ بود که توسط جوزپه سرگنی طراحی شده بود و بر روی شاسی ایزوتا فراشینی و آلفا رومئو ساخته شده بود.
فلایینگ استار بر روی شاسی و قطار محرکه مدل تولیدی ۴۰۰ جی‌تی ساخته شده‌است که دارای موتور ۳٫۹ لیتری لامبورگینی وی۱۲، جعبه‌دنده ۵ سرعته دستی، سیستم سامانه کاملاً مستقل و ترمزهای دیسکی چهار چرخ است. شاسی در مقایسه با مدل تولیدی ۴۰۰ جی‌تی ۱۰۰ میلیمتر (۳٫۹ اینچ) کوتاه شد.
این آخرین طرحی بود که از کارروزریا تورینگ سوپرلجرا بیرون آمد، پیش از اینکه این شرکت در سال ۲۰۰۶ احیا شد و A8GCS برلینتا تورینگ را بر اساس پیشرانه مازراتی در سال ۲۰۰۸ معرفی کرد.
در حال حاضر در نمایندگی فولکس‌واگن در رادوم، لهستان به نمایش گذاشته شده‌است.